# 德米安
《德米安》（原作名: Demian: die Geschichte von Emil Sinclairs Jugend），中文译名《德米安：埃米尔·辛克莱的彷徨少年时》，又翻為《彷徨少年时》），是德國文学家赫尔曼·黑塞所著的小说，1919年由菲舍尔出版社出版。

## 劇情
《彷徨少年时》描写了主人公埃米尔·辛克莱的成长历程。运用第一人称的视角，水平式的叙述方式展现了一个十岁孩子走向成熟，自我反省的过程。
全书共分为序言与八个章节，每一个章节都有各自的标题。由两条平行的线索进行叙述，一条是外部世界的故事与冲突；另一条是主人公埃米尔·辛克莱的内心反省与情绪变化。在20世纪初的十年，作者赫塞受到了极大的精神打击，这场危机带来的转变，使得赫塞开始借助精神分析治疗，他开始阅读弗洛伊德与荣格的作品，并将他们的思想运用到了一些作品当中。这一点《彷徨少年时》中体现得尤为明显。

## 外部連結
- A short reference to Demian
- A short Demian guide and discussion questions
- Full text as eBook (German) （页面存档备份，存于）
- Demian Sparknotes （页面存档备份，存于）
- 豆瓣读书 （页面存档备份，存于）